# Lycée d'État Jean-Zay
 (mars 2015).
Si vous disposez d'ouvrages ou d'articles de référence ou si vous connaissez des sites web de qualité traitant du thème abordé ici, merci de compléter l'article en donnant les références utiles à sa vérifiabilité et en les liant à la section « Notes et références ».
Le lycée d’État Jean-Zay (ex-Foyer des lycéennes) est un établissement public national d’enseignement (EPNE) fondé par décret le 27 novembre 1954, placé sous l’autorité du ministère de l’Éducation nationale. Sa structure est identique à celle d'un établissement public local d'enseignement (EPLE) avec un conseil d’administration et une autonomie pédagogique et financière. 
Il s'agit d'un internat de la réussite, avec un effectif total de près de 800 élèves. Il accueille des internes scolarisés en CPGE dans 34 lycées publics parisiens. Les étudiants sont majoritairement boursiers ou issus des quartiers « politique de la ville » (QPV). Il ne s'agit pas d'un lycée au sens classique, puisqu’il ne scolarise pas d’élèves dans la journée.
C'est le plus grand internat public de Paris, combinant un internat classique et des places labellisées internat de la réussite. Il n'accueille que des étudiants en classes préparatoires aux grandes écoles (CPGE), en diplôme des métiers d'art (DMA) ou en mise à niveau en arts appliqués (MANAA). Il met en place pour ses internes un projet pédagogique d’internat de la réussite.
Les étudiants sont accueillis sur l’un des deux sites : le site Jean-Zay et ses annexes, Mezzara et Raffet, tous les trois situés dans le 16e arrondissement de Paris, et le site de Lourcine, dans le 13e arrondissement. Le site de Lourcine a la particularité d'être géré en partenariat avec le CROUS, à qui appartient le bâtiment.
Dans la journée, le site historique de l'établissement, 10 rue du Docteur-Blanche, dans le 16e arrondissement, est aussi un centre d’accueil des examens et des concours de la fonction publique, un lieu de conférences et de formations, un espace d’exposition, etc.

## Projet d'établissement
Le projet d'établissement se présente ainsi, :
- Un accompagnement personnalisé : une évaluation des besoins et des difficultés des étudiants sont effectués grâce à un entretien individualisé et un travail de liaison pédagogique et éducative est mené avec les lycées de scolarisation d’accueil pour ajuster les aides nécessaires et suivre les progrès des étudiants. Vingt professeurs de classes préparatoires interviennent auprès des étudiants dans toutes les disciplines jusqu'à 23 h et des heures de tutorat sont proposées par des étudiants des grandes écoles pour guider les étudiants.
- Une ouverture culturelle et artistique : deux bibliothèques, à Lourcine et Jean-Zay fonctionnent en réseau. Un « référent culturel » se tient informé de toute l’actualité parisienne et diffuse l’information et élabore des partenariats. Des conférences sont organisées par des personnalités reconnues et des interventions de professionnels sont prévues dans le cadre d’ateliers de pratiques artistiques.
- Une ouverture internationale et professionnelle : il y a deux laboratoires de langues et des activités sont organisées régulièrement (tea time, Thanksgiving...). Un parrainage a été mis en place entre élèves de l’internat et managers des entreprises, avec la Fondation Égalité des Chances[3], l’entreprise EY et la Fondation HSBC pour l'Éducation.
- Le projet « Bien vivre sa prépa » propose une offre variée de stages sportifs de plein air, une écoute individualisée au quotidien grâce aux équipes de vie scolaire, un accompagnement psychologique et infirmier en cas de besoin et des ateliers pour découvrir ou approfondir de nouvelles pratiques culturelles et artistiques[4].

## Histoire de l'établissement

### Genèse du projet
Dans les années 1920, Charles Brunold, professeur au lycée Saint-Louis et chargé de cours à l'École normale supérieure de Sèvres, est frappé par les difficultés que rencontrent les jeunes filles candidates aux concours des grandes écoles originaires des académies de province. À la Libération, devenu inspecteur général, la situation n’a pas changé, alors que le nombre de jeunes filles accédant à l’enseignement supérieur a augmenté. En 1951, il se penche alors sur le principe d’une maison destinée aux jeunes filles élèves des CPGE. L'ayant fait accepter par le rectorat et le ministère de l'Éducation nationale, il obtient l'enveloppe financière pour la réalisation de la première tranche d'un ensemble qui doit dans une seconde phase occuper tout le terrain de l'ancienne clinique du docteur Blanche dans le 16e arrondissement à Paris, compris entre la rue du Docteur-Blanche (ancienne ruelle des Fontis) et le boulevard de Montmorency, où il avait été question à l’époque de construire une annexe pour le lycée Molière voisin.
Pour mettre au point le programme fonctionnel et assurer le suivi avec l'architecte du projet de ce qui va s'appeler « Le Foyer des lycéennes », il délègue sa future directrice, Yvonne Cordillot, agrégée de l'Université, alors directrice du lycée Marguerite-de-Navarre à Bourges, dont il partage les vues pour créer un système « à l'anglaise », avec des professeurs résidents venant en soutien des élèves sur place.

### Architecture
Le terrain choisi pour la réalisation du projet se situe en face de la rue Mallet-Stevens (en impasse) et non loin du square du Docteur-Blanche, autre impasse dans laquelle se trouve la fondation Le Corbusier. La réalisation est confiée à Urbain Cassan, architecte et polytechnicien, élève de Le Corbusier. Sur ce vaste terrain arboré, il propose de construire deux bâtiments en U se faisant face, abritant un grand jardin intérieur. Les restrictions budgétaires feront que seulement la moitié du terrain sera acquise et la moitié du projet réalisée, détruisant l'ordonnance du projet initial et obligeant à créer dans l'unique bâtiment construit une entrée latérale parachutée à côté de la sortie des poubelles.  Quant au style, l'influence de Le Corbusier se retrouve partout, aussi bien dans les étages avec leurs couloirs en coursive, que dans les hublots des portes vitrées, les éclairages (ceux du grand escalier sont signés Ingrand), et jusque dans la forme arrondie des balcons. Les volumes intérieurs, avec leurs formes géométriques, et les plafonds à caissons en sont des exemples typiques.
Pour le meubler, il fait appel à cinq artisans qui conçoivent chacun un type de mobilier : Jacques Hitier (ancien élève de l’École Boulle devenu spécialiste du meuble scolaire et des collectivités), R-J. Caillette, J. Dumond, J. Lesage et A. Preston.

### Changement de nom et de statut
Le décret du 27 novembre 1954 porte sur la création d’un internat national de jeunes filles. Le Foyer des lycéennes est officiellement inauguré le 18 mars 1954 par André Marie, ministre de l’Éducation nationale, en présence de Jean Sarrailh (recteur de l’université de Paris), Charles Brunold (directeur général de l’enseignement du second degré), René Perchet (directeur général de l’architecture), Paul Haag (préfet de la Seine), Henry Graux (maire du 16e arrondissement de Paris), Urbain Cassan (architecte en chef des bâtiments civils et palais nationaux), André Schmitz (architecte des bâtiments civils et palais nationaux) et Mme Yvonne Cordillot (sorte de maître d'ouvrage déléguée et première directrice du Foyer des lycéennes).
En 1954, il s’enrichit de deux annexes. L’annexe Lacascade (Mezzara), du nom des donatrices de l’immeuble, se situe au 60, rue Jean-de-La-Fontaine. Il s’agit d’un  hôtel particulier construit en 1911 par Hector Guimard (élève des arts décoratifs et des beaux arts) pour son ami Paul Mezzara, industriel et créateur de dentelles. L’annexe Raffet est au 30, de la rue Raffet.
Entre le 16 et le 22 juillet 1979 y a lieu la réunion du comité exécutif international de la Ligue internationale des femmes pour la paix et la liberté.
En 2004, à l'occasion du cinquantenaire de l'établissement, le ministre de l'Éducation nationale François Fillon donne le nom de « résidence Jean-Zay » au bâtiment de la rue du Docteur-Blanche, en présence des deux filles de l’ancien ministre de l’Éducation.
Par le décret du 7 décembre 2011, le Foyer des lycéennes - Résidence Jean-Zay devient officiellement le « lycée d’État Jean-Zay internat d’excellence ». Il est inauguré le  mardi 14 février 2012 par Patrick Gérard, recteur de l’académie de Paris, en présence de Jean-Michel Blanquer (directeur général de l’enseignement scolaire), Claude Goasguen (maire du 16e arrondissement) et Françoise Leblond (proviseur).
À la rentrée de septembre 2011, il devient mixte.
En 2012, le lycée se voit confier l’accompagnement pédagogique des élèves logés dans deux autres sites : le site Lourcine (ancienne caserne, 37, boulevard de Port-Royal, dans le 13e arrondissement) et la résidence Pierre-de-Coubertin (53, rue Lhomond, dans le 5e arrondissement). En 2015, le site de Coubertin ferme pour travaux, les élèves qui y étaient logés sont transférés sur le site de Lourcine, qui a doublé sa capacité d'accueil (ouverture de l'aile ouest). En 2021, les sites Lourcine et Pierre-de-Coubertin fusionnent sous le nom de « Port-Royal ».
En 2020, 80 % des étudiants accueillis sont boursiers, les frais s'élevant à 2600 euros par an. Seulement 45 % des élèves sont issus de l'Île-de-France.

### Historique des directrices et proviseurs
- Septembre 1953 : Yvonne Cordillot
- 1961 - 1968 : Germaine Rose, inspectrice générale de l'éducation nationale honoraire
- 1968 - 1973 : Isabelle Mourral, inspectrice générale de l'éducation nationale honoraire
- 1973 - 1986 : Aliette Vandevoorde
- 1986 - 1993 : Jacques Prat
- 1993 - s.d. : Yvonne Navas de Castaneda
- s.d. - 2008 : Bernadette Chaumier
- 2008 - 2011 : Françoise Leblond
- 2012 - 2019  : Franceline Parizot
- Depuis 2019 : Régine Paillard

### Filmographie
Un documentaire intitulé Les 400 filles du Docteur Blanche a été réalisé en 2004 par Marie Gaumy (ancienne élève de l'établissement) et produit par Quark.
Plusieurs scènes extérieures de la série Speakerine ont été tournées durant l'été 2017. Le lycée figure les studios de la rue Cognacq-Jay.